# Naz (Zwitserland)
Naz is een plaats en voormalige gemeente in het Zwitserse kanton Vaud.
Naz telt 100 inwoners.

## Geschiedenis
Voor 2008 maakte de gemeente deel uit van het toenmalige district Echallens. Op 1 januari 2008 werd de gemeente deel uit van het nieuwe district Gros-de-Vaud.
Op 1 januari 2011 fuseerde de gemeente met de gemeenten Dommartin, Poliez-le-Grand en Sugnens tot de nieuwe gemeente Montilliez.